# Epimaco Velasco
Epimaco "Epi" Velasco (Tanza, 12 december 1935 – General Trias, 27 januari 2014), was a Filipijns NBI-agent en politicus. 
Hij was directeur van de NBI (National Bureau of Investigation) en enkele maanden minister van Binnenlandse Zaken en Lokaal Bestuur in 1998. Hij was ook gedurende drie jaar gouverneur of Cavite. Velasco was de eerste NBI-directeur die zich vanuit de organisatie opwerkte tot de toppositie en verwierf landelijke bekendheid toen zijn team in 1971 de meeste gezochte crimineel van Cavite wist te doden. In 1994 werd dit verfilmd als 'Epimaco Velasco: NBI', waarin acteur Fernando Poe jr. de rol van Velasco vertolkte.